# Comté de Montijo
Pour les articles homonymes, voir Montijo.
Le comté de Montijo est un titre de noblesse espagnol créé par Philippe III d’Espagne au profit de Juan Manuel Portocarrero y Manuel de Villena, fils de Cristóbal Osorio Portocarrero y Manuel de Villena, premier seigneur de Montijo, et neveu de Juan Portocarrero, premier marquis de Villanueva del Fresno. Don Cristóbal Portocarrero y Guzmán, comte de Montijo et de Fuentidueña, accède à la grandesse d’Espagne le 6 décembre 1767 d’une concession de Charles III d’Espagne. 
Le comté tire son nom de la petite ville estrémègne de Montijo, située dans la province de Badajoz.

## Histoire
La villa de Montijo est vendue le 1er janvier 1550 au marquis de Villanueva del Fresno (maison de Portocarrero), qui fonde la seigneurie de Montijo et la fait élever au rang de comté, par un décret royal de Philippe III du 13 décembre 1599. 
La sixième comtesse, María Francisca Portocarrero (1754-1808), est la mère de Cipriano Palafox y Portocarrero (1784-1849), dont l’une des filles a été l’impératrice Eugénie de Montijo, l’épouse de Napoléon III. L’aînée de ses filles, María Francisca épouse Jacobo Fitz-James Stuart, duc d’Albe dont la famille jouit actuellement du titre (maison Fitz-James).

## Seigneurs de Montijo

### Maison Portocarrero
- Cristóbal Osorio Portocarrero, premier seigneur de Montijo
- Alonso Portocarrero (?)

## Comtes de Montijo

### Maison Portocarrero
- Juan Manuel Portocarrero, premier comte de Montijo
- Cristóbal Portocarrero Osorio, deuxième comte de Montijo
- Cristóbal Osorio Portocarrero, troisième comte de Montijo
- Cristóbal Portocarrero de Guzmán Henríquez de Luna, quatrième comte de Montijo
- Cristóbal Gregorio Portocarrero y Funes de Villalpando, cinquième comte de Montijo (président du Conseil des Indes)
- María Francisca de Sales Portocarrero de Guzmán y Zúñiga, sixième comtesse de Montijo

### Maison Palafox
- Eugenio Palafox y Portocarrero, septième comte de Montijo (fils de la sixième comtesse)
- Cipriano Palafox y Portocarrero, huitième comte de Montijo
- María Francisca Palafox Portocarrero y KirkPatrick, neuvième comtesse de Montijo
- Eugenia Palafox Portocarrero y KirkPatrick, dixième comtesse de Montijo

### Maison Fitz-James
- Carlos María Fitz-James Stuart y Palafox, onzième comte de Montijo (fils de la neuvième comtesse)
- Carlos Fernando Fitz-James Stuart y Falcó, douzième comte de Montijo
- Fernando Fitz-James Stuart y Saavedra, treizième comte de Montijo
- Jacobo Hernando Fitz-James Stuart y Gómez, quatorzième et actuel comte de Montijo